# Джуна (Чад)
Джуна (фр. Djouna) — небольшой город и супрефектура в Чаде, расположенный на территории региона Саламат. Входит в состав департамента Бахр-Азум.

## Географическое положение
Город находится в юго-восточной части Чада, к востоку от реки Саламат, на высоте 508 метров над уровнем моря.
Джуна расположена на расстоянии приблизительно 567 километров к востоку-юго-востоку (ESE) от столицы страны Нджамены.

## Население
По данным официальной переписи 2009 года численность населения Джуны составляла 61 746 человек (29 669 мужчин и 32 077 женщин). Население супрефектуры по возрастному диапазону распределилось следующим образом: 52,3 % — жители младше 15 лет, 42,8 % — между 15 и 59 годами и 4,9 % — в возрасте 60 лет и старше.

## Транспорт
Ближайший аэропорт расположен в национальном парке Закума.